# Степанов, Сергей Анатольевич (поэт)

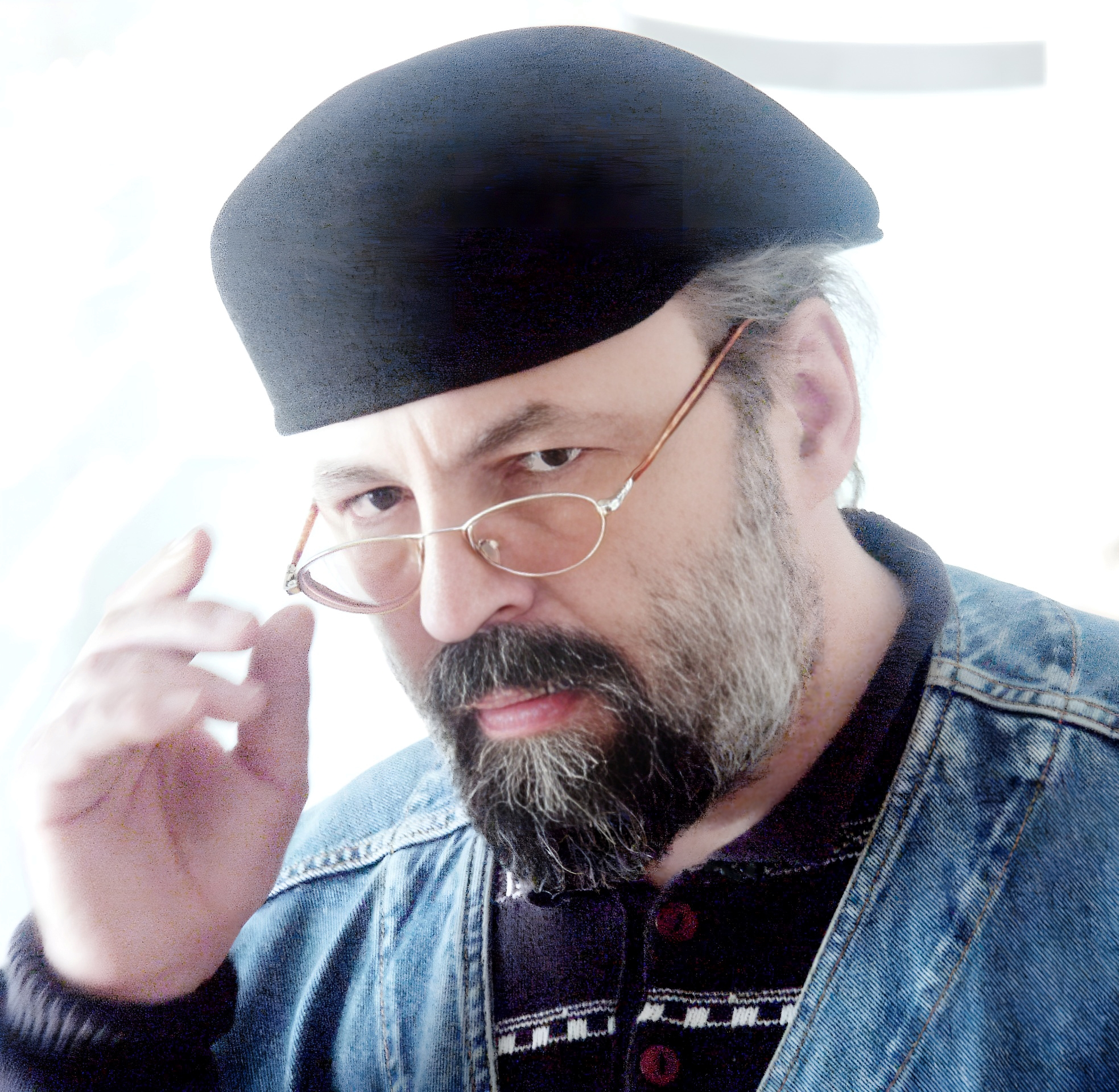
Степанов Сергей Анатольевич, современный русский поэт.

Серге́й Анато́льевич Степа́нов (род. 26 февраля 1961, Макеевка, Донецкая область, УССР, СССР) — русский поэт, журналист, публицист.

## Биография

### Ранние годы
Родился 26 февраля 1961 года в Ханже́нково (укр. Ханжо́нкове) Советского района города Макеевки Донецкой области Украинской ССР в русской семье. Его отец — Анатолий Фёдорович Степанов (4 декабря 1936, Петрозаводск — 7 февраля 2004, Нальчик), горный мастер. Мать — Тамара Ефремовна Слободянюк (29 сентября 1940, село Песчаны Одесского района Одесской области — 17 мая 2011, Нальчик), преподаватель дошкольной педагогики и психологии.
В 1968 году Сергей пошёл в первый класс средней школы № 16 Макеевки. В связи с переездами семьи учился в средней школе № 9 (четвёртый класс) Нальчика, школах № 7 и № 6 (пятый — девятый классы) города Апатиты Мурманской области, школе № 10 Мирнограда (до 2016 г. — Дими́тров) Донецкой области. После окончания средней школы в 1978 году Степанов переехал в Нальчик.

### Журналистика
Журналистскую деятельность начинает в 1986 году в столице Киргизской ССР городе Фрунзе (сегодня Бишкек) в ежедневной газете «Вечерний Фрунзе» (первый номер издания увидел свет 1 января 1974 года) — печатном органе Фрунзенского городского комитета Компартии Киргизии и Фрунзенского городского Совета народных депутатов. Работает выпускающим редактором, корреспондентом, старшим корреспондентом, заведующим отделом оперативной информации и спорта, руководит сетью собственных корреспондентов. Получает признание как один из ведущих журналистов страны. Автор свыше двадцати тысяч газетных публикаций, которые подписывает подлинным именем или творческими псевдонимами Серёгин, Баринов, Степнов, Анарбеков, Троекуров и другими.
В марте 1991 года газета «Вечерний Фрунзе» вслед за переименованием столицы Киргизии из Фрунзе в город Бишкек переименована в «Вечерний Бишкек». С августа 1991 года — совместное ежедневное издание трудового коллектива редакции и мэрии Бишкека. В 1994 году Сергей Степанов выступает одним из учредителей и совладельцев Закрытого Акционерного Общества Издательский дом «Вечерний Бишкек» — правопреемника газеты, по своей читательской востребованности — общенационального издания с самыми массовыми в стране тиражами. Входит в состав Совета директоров, затем избирается Председателем Совета директоров ЗАО. Занимает руководящие посты исполнительного редактора, заместителя и первого заместителя главного редактора издания.
В 1989 году, в период советской перестройки и становления общественного движения за департизацию в Киргизии органов периодической печати, Степанов осуждён Первомайским народным судом г. Фрунзе на два года (условно) по обвинению в организации мирных пикетов в защиту свободы прессы. Это судебное преследование освещалось в поддержку активиста российскими периодическими изданиями — газетами «Известия», «Комсомольская правда», журналами «Новый мир», «Огонёк» и другими. Через несколько лет после распада СССР Сергей Степанов реабилитирован постановлением Генеральной прокуратуры Киргизской Республики.
В 1990-е годы журналист наряду с работой в ежедневной газете сотрудничает с «Радио России», ведущими российскими печатными СМИ, Службой Центральной Азии и Кавказа Британской радиовещательной корпорации Би-би-си.
В 2006 году в качестве главного редактора основывает Информационное агентство «24.kg».
Член Союза журналистов СССР, член СЖ России.
В 1994 году Указом Президента Киргизской Республики Сергей Степанов «за активную и плодотворную работу в области журналистики» удостоен Почётной грамоты КР.

### Литературная деятельность
Сергей Степанов (литературный псевдоним Серж Арбенин) — автор свыше пятидесяти поэтических книг, большинство издано, а затем переиздано в США, Германии. В 2012 году в Бишкекском издательстве «Турар» увидел свет дебютный сборник стихотворений Степанова «Азият» — ISBN 978-9967-15-151-2, 616 с. Издание получило отзывы в киргизской и российской прессе, в том числе — в кыргызстанских выпусках «Российской газеты» и «Комсомольской правды», и было представлено в Алматы на VII Казахстанской международной книжной и полиграфической выставке «По Великому Шёлковому пути-2013». Публиковался в литературных журналах «Жаңы Ала-Тоо» (г. Бишкек), «Литературный Кыргызстан», ежегодном международном литературном альманахе «Мозаика» (г. Бишкек, 2015). Лауреат первой премии литературного конкурса «Арча» — 2012, номинация «Поэзия». Конкурс проводится Бишкекским издательством «Турар» и литературным журналом «Жаңы Ала-Тоо» под патронатом Общественного объединения «Международный Иссык-Кульский форум имени Чингиза Айтматова». Литературным жюри конкурса Степанов удостоен почётного звания «Поэт года». Номинант «Русской премии», Национальной литературной премии «Поэт года» (Россия), премии «Наследие», литературного конкурса имени Сергея Есенина «Русь моя».

### Книги С. А. Степанова
- Азият. — Б.: Турар, 2012. ISBN 978-9967-15-151-2.
- Autodafe. — Smashwords, Inc., 2014. ISBN 9781310912733, ISBN 978-1-312-45772-0 и ISBN 978-1-312-89528-7.
- Bluish Tint. — Smashwords, Inc., 2014. ISBN 9781310525490, ISBN 978-1-312-48862-5 и ISBN 978-1-312-89340-5.
- Остров сновидений. — Smashwords, Inc., 2014. ISBN 9781310243745, ISBN 978-1-312-51495-9 и ISBN 978-1-312-91478-0.
- Metamorphosis. — Smashwords, Inc., 2014. ISBN 9781310685002, ISBN 978-1-312-53080-5 и ISBN 9783958306769.
- Spleenland Russian Edition. — Smashwords, Inc. 2014. ISBN 9781310098017, ISBN 978-1-312-56263-9 и ISBN 978-1-312-94574-6.
- Reincarnation. — Smashwords, Inc., 2014. ISBN 9781311417435, ISBN 978-1-312-61364-5 и ISBN 1311417435.
- Apple Sunset. — Smashwords, Inc., 2014. ISBN 9781310720031, ISBN 978-1-312-68616-8 и ISBN 1312686162.
- Man of the Sky. — Smashwords, Inc., 2015. ISBN 9781310358661, ISBN 978-1-312-86401-6 и ISBN 1310358664.
- Pleasant Book. — Smashwords, Inc., 2015. ISBN 9781311652744, ISBN 978-1-312-91896-2 и ISBN 9783959261777.
- Азият, — 2-е изд., перераб. и доп. — Smashwords, Inc., 2015. ISBN 9781310721953, ISBN 978-1-312-95852-4 и ISBN 9783959261821.
- Silhouettes. — Smashwords, Inc., 2015. ISBN 9781310642913, ISBN 978-1-329-04103-5 и ISBN 1310642915.
- Glagolofest. — Smashwords, Inc., 2015. ISBN 9781311085108 и ISBN 978-1-329-04289-6.
- Стихосвет. — Smashwords, Inc., 2015. ISBN 9781310218903, ISBN 978-1-329-13378-5 и ISBN 1310218900.
- The Petrifaction. — Smashwords, Inc., 2015. ISBN 9781310546624, ISBN 978-1-329-19130-3 и ISBN 1329191307.
- The Storm in My Mind. — Smashwords, Inc., 2015. ISBN 9781311832085 и ISBN 978-1-329-23832-9.
- Алое безмолвие. — Smashwords, Inc., 2015. ISBN 9781310562808, ISBN 978-1-329-37061-6 и ISBN 1329370619.
- Моя звезда взойдёт. — Smashwords, Inc., 2015. ISBN 9781311050366 и ISBN 978-1-329-40930-9.
- Ужасные стихи. — Smashwords, Inc., 2015. ISBN 9781310014901 и ISBN 978-1-329-58533-1.
- Серебряная река. — Smashwords, Inc., 2015. ISBN 9781310731532 и ISBN 978-1-329-67343-4.
- Чудная книга. — Smashwords, Inc., 2015. ISBN 9781310557156 и ISBN 978-1-329-69516-0.
- Востихотворение. — Smashwords, Inc., 2015. ISBN 9781310630675 и ISBN 978-1-329-69697-6.
- Стихи про. — Smashwords, Inc., 2016. ISBN 9781370321773 и ISBN 978-1-365-63257-0.
- Азияма. — Smashwords, Inc., 2016. ISBN 9781370626533, ISBN 978-1-365-63429-1 и ISBN 1370626533.
- Иллюзорные люди. — Smashwords, Inc., 2016. ISBN 9781370845774, ISBN 978-1-365-63872-5 и ISBN 1370845774.
- Искусство чувствовать себя. — Smashwords, Inc., 2016. ISBN 9781370999262 и ISBN 978-1-365-64017-9.
- Гроза в глаза. — Smashwords, Inc., 2016. ISBN 9781370966073, ISBN 978-1-365-64197-8 и ISBN 1370966075.
- Ха́ос и хао́с. — Smashwords, Inc., 2017. ISBN 9781370452903 и ISBN 978-1-387-44800-5.
- Оса на медовой капле. — Smashwords, Inc., 2017. ISBN 9781370885831, ISBN 978-1-387-45162-3 и ISBN 1370885830.
- По дороге к раю. — Smashwords, Inc., 2017. ISBN 9781370608843, ISBN 978-1-387-45650-5 и ISBN 1370608845.
- Чемоданное настроение. — Smashwords, Inc., 2017. ISBN 9781370662258 и ISBN 978-1-387-45692-5.
- Я ваше всё! — Smashwords, Inc., 2018. ISBN 9780463506240, ISBN 978-0-359-33684-5 и ISBN 0463506243.
- Эры и рои. — Smashwords, Inc., 2018. ISBN 9780463647516, ISBN 978-0-359-34071-2 и ISBN 0463647513.
- Цифратура. — Smashwords, Inc., 2018. ISBN 9780463151921, ISBN 978-0-359-34416-1 и ISBN 0463151925.
- Бремена кода. — Smashwords, Inc., 2018. ISBN 9780463195307, ISBN 978-0-359-34545-8 и ISBN 0463195302.
- Соитие слов. — Smashwords, Inc., 2019. ISBN 9780463905388, ISBN 978-1-79479-600-3 и ISBN 0463905385.
- Кочевник вечности. — Smashwords, Inc., 2019. ISBN 9780463157206, ISBN 978-1-79480-132-5 и ISBN 0463157206.
- Virus vs. Verses, или Коронные стихи. — Smashwords, Inc., 2020. ISBN 9781005117702.
- Слов нет. — Smashwords, Inc., 2020. ISBN 9781005287580 и ISBN 1005287589.
- Свет тьмы. — Smashwords, Inc., 2020. ISBN 9781005227142.
- Озазрение. — Smashwords, Inc., 2020. ISBN 9781005226169 и ISBN 1005226164.
- Стихи о прозе. — Smashwords, Inc., 2021. ISBN 9781005860745.
- Танцы в венце. — Smashwords, Inc., 2021. ISBN 9781005759223.
- Трепет ветра. — Smashwords, Inc., 2021. ISBN 9781005870218.
- Улисс. Песни осени. — Smashwords, Inc., 2022. ISBN 9781005547585.
- Улисс. Флейта лета. — Smashwords, Inc., 2022. ISBN 9781005311353.
- Улисс. Сны весны. — Smashwords, Inc., 2022. ISBN 9781005641641.
- Улисс. Зимние грёзы. — Smashwords, Inc., 2022. ISBN 9781005167011.
- Чары речи. — Smashwords, Inc., 2022. ISBN 9781005898229.
- Жертвовозвышение. — Smashwords, Inc., 2022. ISBN 9781005702106.
- Война без сна. — Smashwords, Inc., 2023. ISBN 9798215959350.
- Постлюбовь. — Smashwords, Inc., 2023. ISBN 9798215569443.
- Бездна поэзии. — Smashwords, Inc., 2024. ISBN 9798215611579.
- Божественная жизнь. — Smashwords, Inc., 2024. ISBN 9798215173442.
- Божественная смерть. — Smashwords, Inc., 2024. ISBN 9798215016893.

## Интервью
- Мария Индина. В Бишкеке вышел в свет сборник стихотворений Сергея Степанова «Азият» Архивная копия от 28 сентября 2021 на Wayback Machine. // Вечерний Бишкек. // Центральноазиатский информационный портал News-Asia. — 2012. — 2 июля.
- Сергей Степанов: «Поэт — яркая личность со своей выстраданной философской системой ценностей» // Комсомольская правда. — 2012. — 19 июля.
- Настоящий мир Сергея Степанова // Информационный ресурс «Евразийцы — новая волна». — 2012. — 24 июля.